# Hedeby

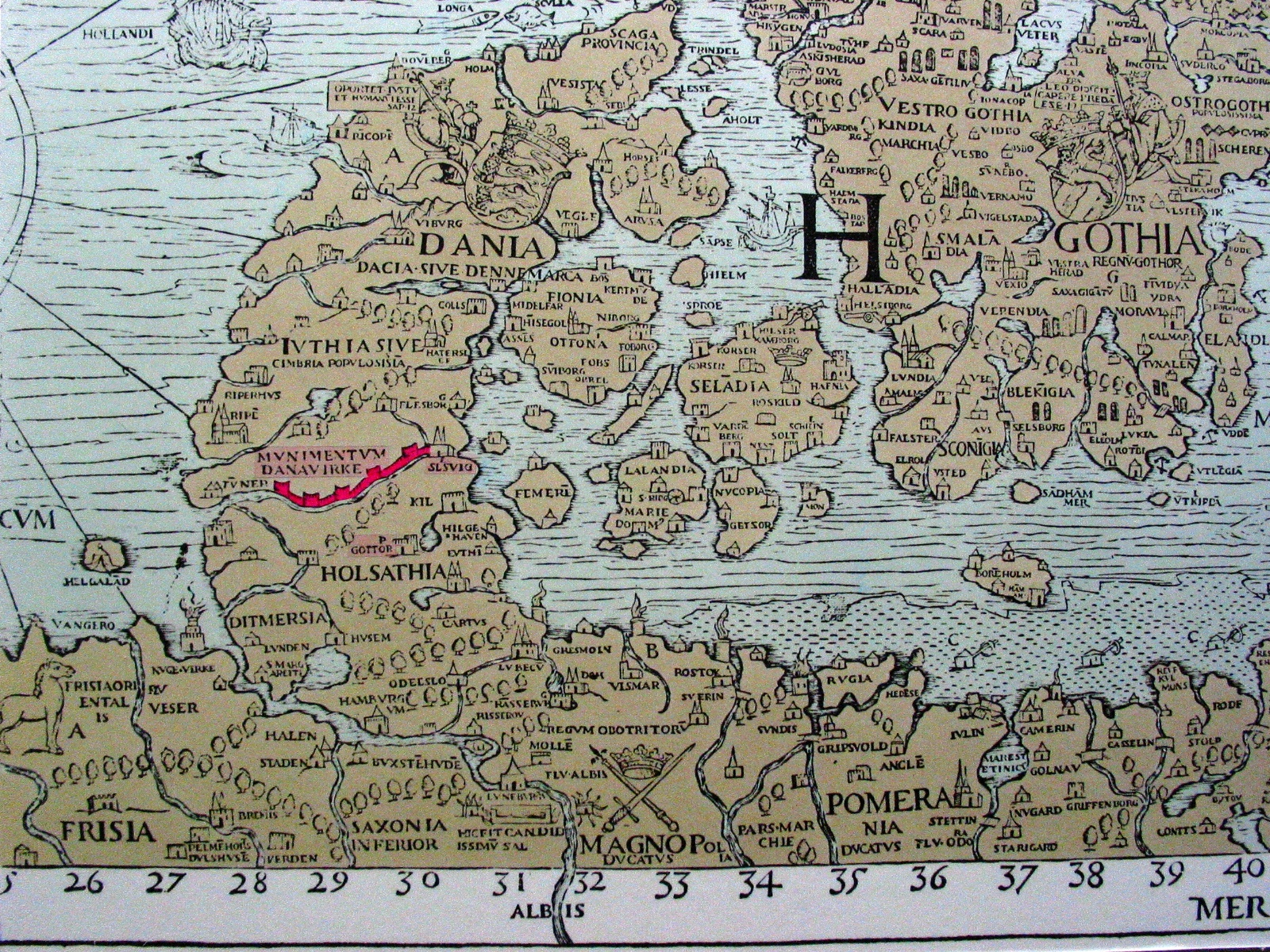
Położenie Hedeby i Dannevirke

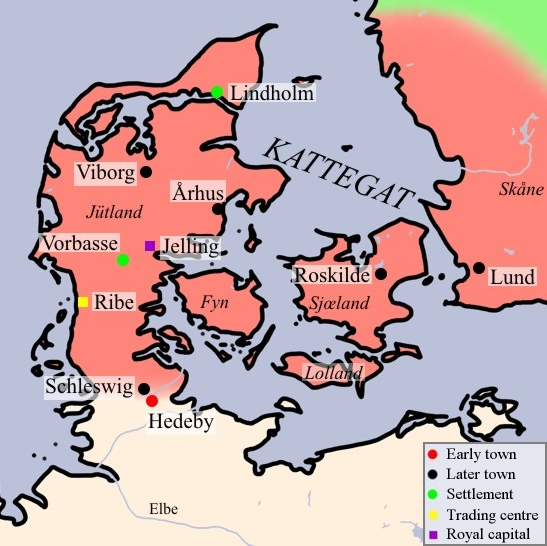
Położenie Hedeby, Ribe i innych miast Danii średniowiecznej

Hedeby – historyczna osada średniowieczna, największe miasto nordyckie czasów wikingów i jednocześnie najstarsze (obok Ribe) miasto duńskie, wspomniane w kronikach po raz pierwszy w roku 804.

## Położenie
Hedeby położone było u nasady Półwyspu Jutlandzkiego, w miejscu dogodnej przewłoki między przesmykiem Schlei i rzeką Treene. Dzięki niej droga z Europy Zachodniej ku krajom nadbałtyckim mogła być znacznie skrócona, z pominięciem niebezpiecznych dla żeglugi zachodnich i północnych wybrzeży Jutlandii. Istniało tu dość bezludne pustkowie graniczne między ziemiami Danów i Sasów.

## Nazwa
Nazwa osady w języku staronordyckim to Haithabu, a po łacinie Heidiba. Nazwy używane przez Sasów to Sliesthorp i Sliaswig. Pierwsze określenie pochodziło od okolicznych wrzosowisk, drugie od pobliskiej rzeki.

## Historia
W roku 808 władca duński Godfred przesiedlił nad rzekę Schlei kupców ze słowiańskiego emporium Rerik oraz zabezpieczył przesmyk i przewłokę systemem umocnień Dannevirke. W wyniku tej akcji rozwinął się w IX i XI wieku jeden z ważniejszych ośrodków wczesnomiejskich północnej Europy.
W świetle wykopalisk już w drugiej połowie VIII w. na wyniesieniu nad odnogą Schlei, zwaną Haddebyer Noor, powstało osiedle zamieszkane przez przybyszów z Fryzji lub Saksonii. Około 800 r. założono nieco dalej na północ dalszą osadę. Dzięki analizie dendrochronologicznej udało się datować ścięcie najstarszego użytego tam do budowy drzewa na 783 r., początki zaś regularnej zabudowy na 811. Związek z działalnością pierwszych władców duńskich wydaje się zatem więcej niż prawdopodobny.
W tym też czasie jeszcze dalej na północ, u stóp położonego na skale gródka, powstało trzecie osiedle. Pobliskie umocnienia, o niepewnej co prawda chronologii, były może miejscem schronienia dla mieszkańców domostw położonych nad zatoką. Niedaleko zabudowań znajdowały się cmentarze, oddzielne dla każdego z osiedli.
W wieku IX nastąpiło znaczne skupienie osadnictwa. W połowie stulecia opustoszały osady południowa i północna, zwiększyły się natomiast znacznie, do ponad 5 ha, rozmiary środkowej. Teren gęsto zabudowano, powstał system stałych ulic, działki osadnicze były utrzymywane bez większych zmian przez wiele lat. W wieku X znaczny obszar wokół osiedla, sięgający w sumie do 24 ha, został objęty wałem, połączonym w jeden system z umocnieniami Danevirke. Od zachodu i południa, częściowo po wewnętrznej stronie wału, rozpościerały się cmentarze.

## Gospodarka
Hedeby było ważnym targiem i portem. Już w IX w. słyszymy o przybyszach z fryzyjskiego Dorestadu, z wybrzeży norweskich. Adam Bremeński pisał w XI w., że „z portu tego mają zwyczaj wypływać statki do Słowian lub do Szwecji, lub Sambii aż do Grecji”. Ważny szlak żeglugi prowadził wtedy wzdłuż południowych wybrzeży Bałtyku przez Wolin do Nowogrodu na północnej Rusi.
Było to znane miejsce handlu niewolnikami, tędy przewożono futra, skóry i inne płody północnych lasów i mórz na rynki Europy Zachodniej, a sprowadzano zboże, wino, żarna, naczynia szklane, gliniane, kamienne, różnego typu biżuterię, broń. Do miasta docierała obca moneta. Znaleziska świadczą o kontaktach zarówno z Europą Zachodnią, jak i krajami skandynawskimi oraz nadbałtyckimi, pośrednio zaś nawet ze światem muzułmańskim. Możliwie, że już w IX w. zaczęto bić własną monetę. Jednak dopiero po 950 r. tutejsze półbrakteaty zaczęły docierać daleko w głąb Skandynawii aż po wybrzeża fińsko-estońskie i Ruś; wiele z nich przenikało na ziemie połabsko-polskie.
Odkrycia archeologiczne ujawniły zarazem, że już w. IX w. Hedeby było znacznym ośrodkiem wytwórczości rzemieślniczej. Natrafiono na ślady pracowni kowalskich, rogowniczych; szklarskiej. Największym rozmachem wyróżniało się jednak złotnictwo, wyrób biżuterii ze srebra i brązu. Ślady produkcji pozwalają nawet domyślać się w północno-zachodniej części osiedla wydzielonej dzielnicy, rzemieślników-odlewców. Zajmowano się też dowodnie rybołówstwem; przybysz z Tortosy w Kalifacie Kordoby (obecnie w Hiszpanii w prowincji Katalonia), kupiec i podróżnik Ibrahim ibn Jakub, zanotował w X w. o Hedeby: „Głównym pożywieniem jego mieszkańców są ryby, ponieważ jest ich tam dużo”. W niewielkim zakresie hodowano może zwierzęta. W sumie jednak zajęcia typowo wiejskie nie odgrywały tu zapewne większej roli.

## Organizacja
Miastem zarządzał od początku prefekt królewski, znaczny głos w sprawach publicznych mieli też jednak miejscowi wielmoże, bogaci kupcy. Podstawową masę mieszkańców stanowili rzemieślnicy, rybacy, ludność służebna, nieraz zniewolonego stanu. Jak w każdym międzynarodowym emporium musiało tu przebywać sporo obcych przybyszów, nie tylko kupców. Niektórzy z nich zamieszkiwali na stałe, w 934 r. powstała cała kolonia saska. Znaczne skupisko ludności przyciągało też wcześnie misjonarzy. Wprawdzie pierwsze próby Ansgara i Rimberta w IX w. nie zostały uwieńczone trwałym powodzeniem, lecz w 948 r. tu właśnie umieszczono siedzibę jednego z pierwszych biskupów duńskich.
Według Tortosańczyka Hedeby było „ubogie w dobra i dostatki”, lecz mimo to ciągnęli tu ludzie z różnych stron zachęceni możliwością zarobku i protekcją kolejnych władców tego miejsca. W okresie największego rozkwitu mogło tu zamieszkiwać do kilku tysięcy osób. Rozległe cmentarzyska wskazują w każdym razie na wzrost liczby stałych mieszkańców w X i XI wieku (z tego okresu pochodzi m.in. kamień Skarthiego). Wraz z tym pograniczne pustkowie zamieniało się w zagospodarowany dobrze region. Hedeby, jak słusznie zauważył H. Jankuhn, jest interesującym przykładem ośrodka, który nie zawdzięcza swego rozwoju zapleczu rolniczemu, lecz sam przyczynił się do rozwoju osadnictwa wiejskiego w okolicy.

## Upadek Hedeby
Wczesne miasto nad rzeką Schlei przetrwało tylko do połowy XI w. Ostatnią znaną studnię zbudowano tu w 1020 r. W roku 1044 ucierpiało ono może podczas bitwy stoczonej na pobliskich polach przez Magnusa Dobrego z Obodrytami, znacznie dotkliwsze skutki miała jednak wyprawa norweskiego władcy Haralda Srogiego ok. 1050 r. Według relacji przybocznego skalda: od krańca do krańca groźnie płonęło Hedeby. [...] Stałem aż do brzasku na wale, płomień strzelał wysoko nad dachy. Niektórzy przypuszczają, że osiedle podniosło się jednak z ruin i ostatni cios zadała mu dopiero w 1066 r. wyprawa słowiańska, wspominana przez Adama Bremeńskiego. Wkrótce potem powstał też nowy ośrodek wczesnomiejski na północnym brzegu Schlei, późniejszy Szlezwik.
W wieku X-XI zakładano coraz liczniejsze osady, które ostawszy się różnym kryzysom, dały początek wielu do dzisiaj istniejącym miastom Danii, Szwecji i Norwegii. Niektóre z nich można uważać za bezpośrednich spadkobierców targowo-rzemieślniczych ośrodków doby wikingów. W ten sposób Sigtuna nad jeziorem Melar przez dwieście lat kontynuowała tradycje Birki, zastąpiona później przez Sztokholm, a Szlezwik nad Schlei przejął funkcje Hedeby, dostosowując ją do zmienionych układów i potrzeb gospodarczych.